# Jovana Rad
Jovana Adamović (en alphabet cyrillique serbe : Јована Адамовић ; en alphabet latin serbe : Jovana Adamović), née (en alphabet cyrillique serbe : Јована Рад ; en alphabet latin serbe : Jovana Rad) le 8 mai 1987 à Novi Sad (Yougoslavie, actuelle Serbie), est une joueuse serbe de basket-ball.

## Biographie
Elle signe à l'été 2012 avec Tarbes, équipe avec laquelle inscrit notamment 28 points lors de la victoire face à Villeneuve-d'Ascq le 9 décembre 2012. Dès mars 2013, elle décide de prolonger d'une saison son séjour à Tarbes. Pour la saison 2014-2015, elle reste en France mais choisit cette fois les Flammes Carolo.

## Clubs
| Saisons   | Équipe                | Pays    |
| 2005-2008 | Subotica              | Serbie  |
| 2008-2011 | Hondarribia-Irún      | Espagne |
| 2011-2012 | Pamplona              | Espagne |
| 2012-2014 | Tarbes Gespe Bigorre  | France  |
| 2014-2015 | Flammes Carolo basket | France  |

## Palmarès

### Jeune
- Médaillée d’argent à l’Euro Espoirs en 2007
- Médaillée d’argent à l’Euro Espoirs (div. B) en 2006

### Clubs
- Vainqueur du Challenge Round 2013[5].